# 2023 en arts plastiques
| Années des arts plastiques : 2020 - 2021 - 2022 - 2023 - 2024 - 2025 - 2026    |
| Décennies des arts plastiques : 1990 - 2000 - 2010 - 2020 - 2030 - 2040 - 2050 |

Cette page concerne l'année 2023 en arts plastiques

## Événements

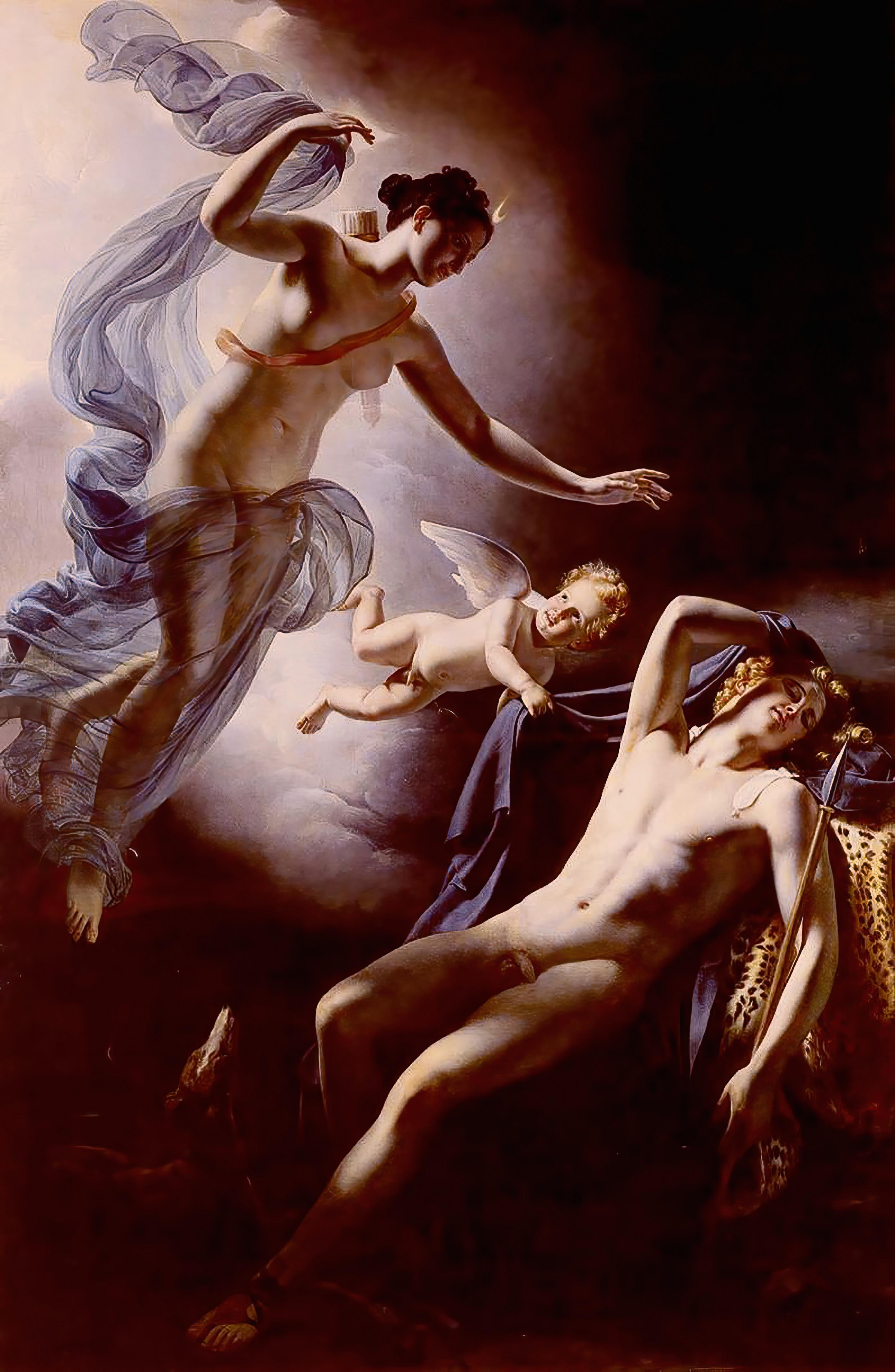
Diane et Endymion, Jérôme-Martin Langlois, 1822

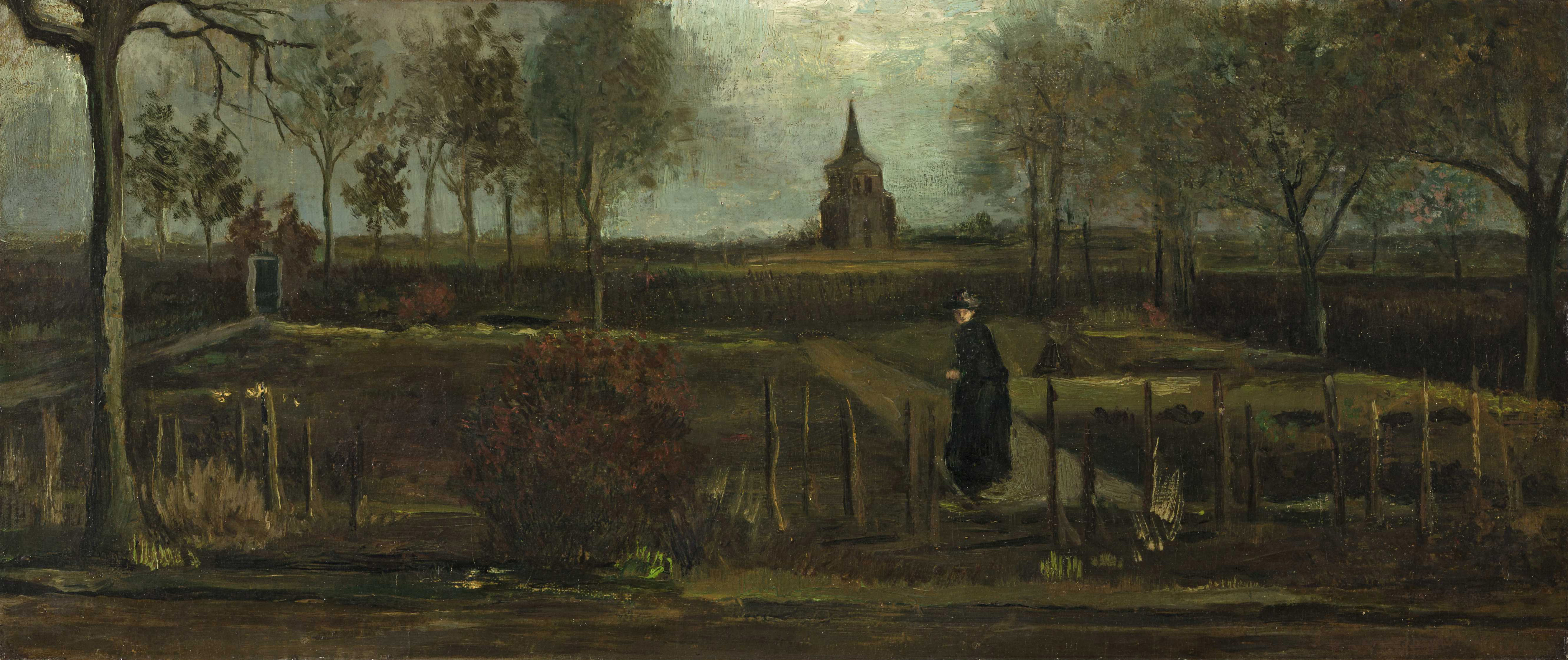
Le Jardin du presbytère de Nuenen au printemps, Vincent Van Gogh, 1884

- 10 janvier : à la suite de l'analyse d'une photo postée sur Twitter le 27 novembre 2021, redécouverte dans la collection privée de la chanteuse Madonna de Diane et Endymion (photo ci-contre) de Jérôme-Martin Langlois, disparu après un bombardement d'Amiens en 1918 qui avait touché le Musée de Picardie et donc présumé détruit par la Première Guerre mondiale ; Madonna l'avait acheté légalement en 1989 lors d'une vente aux enchères de Sotheby's à New York, où le tableau était présenté comme une copie[1],[2],[3].
- 12 septembre : après une enquête de plusieurs années, le tableau de Vincent van Gogh Le Jardin du presbytère de Nuenen au printemps, volé le 30 mars 2022, est retrouvé par le détective spécialisé en art Arthur Brand.

## Œuvres
- x

## Décès
- 11 janvier : Christian Sauvé, artiste peintre français (° 12 juillet 1943),
- 7 février : Thibaut de Reimpré, peintre français (° 31 mai 1949),
- 8 février : Armand Scholtès,  peintre et dessinateur français (° 6 septembre 1935),
- 23 janvier : Gianfranco Goberti, peintre italien (° 19 novembre 1939),
- 13 février : Lalita Lajmi, peintre indienne (° 17 octobre 1932),
- 5 avril : Gérard Gosselin, peintre et lithographe français (° 19 mars 1933),
- 21 avril : Blaise Patrix, peintre franco-burkinabè (° 4 juin 1953),
- 22 juin : Gyōji Nomiyama, peintre japonais de style occidental yōga (° 17 décembre 1920),
- 15 août : Patrick Saytour, peintre français (° 18 septembre 1935),
- 19 août : Tadaaki Kuwayama, peintre japonais (° 1932).
- 20 août : Béatrice Nodé-Langlois, peintre, critique d'art et critique littéraire française (° 4 avril 1940),
- 22 septembre : Manuel Zapata Orihuela, peintre péruvien (° 13 août 1921),
- 5 octobre : Piotr Klemensiewicz, 67 ans, peintre et sculpteur français d'origine polonaise. (° 11 février 1956),
- 8 octobre : Myriam Bat-Yosef, peintre, sculptrice et performeuse israélo-islandaise (° 31 janvier 1931),
- 5 novembre : Dominique Philippe, peintre français (° 5 juillet 1947),
- 23 décembre : Simone Faïf, peintre française (° 8 février 1942),
- 29 décembre : Ramzi T. Salamé, écrivain et peintre franco-libanais (° 17 juillet 1953).